# Ким Хак Сен
Ким Хак Сен, другой вариант — Ким Хак-Сен (15 мая 1923 года, Спасский уезд, Приморская губерния, Дальневосточная область — дата смерти неизвестна) — звеньевой колхоза имени Димитрова Нижне-Чирчикского района Ташкентской области, Узбекская ССР. Герой Социалистического Труда (1951).

## Биография
Родился в 1923 году в крестьянской семье в одном из сельских населённых пунктов Спасского уезда Приморской губернии.
Осенью 1937 года депортирован на спецпоселение в Ташкентскую область Узбекской ССР.
С 1948 года — звеньевой полеводческой бригады колхоза имени Димитрова Нижне-Чирчикского района. В 1950 году звено под руководством Ким Хак Сена собрало в среднем с каждого гектара по 110 центнеров зеленцового стебля кенафа на участке площадью 11,3 гектаров. Указом Президиума Верховного Совета СССР от 17 июля 1951 года удостоен звания Героя Социалистического Труда «за получение высоких урожаев зеленцового стебля кенафа на поливных землях при выполнении колхозом обязательных поставок и контрактации по всем видам сельскохозяйственной продукции, натуроплаты за работу МТС в 1950 году и обеспеченности семенами всех культур в размере полной потребности для весеннего сева 1951 года» с вручением ордена Ленина и золотой медали «Серп и Молот».
В 1969—1970 годах трудился в колхозе «Красный маяк». В последующие годы: рабочий винсовхоза имени Крупской Московского района Киргизской ССР (1971—1972), рядовой колхозник в колхозах «Георгиевский» и «Таланты» Курдайского района Джамбулской области Казахской ССР (1972—1975). В 1977 году — рабочий в совхозе имени Титова Алексеевского района Куйбышевской области, в 1979 года — овощевод в колхозе имени Карла Маркса.
В 1983 году вышел на пенсию. Персональный пенсионер союзного значения. В 1980-х годах проживал в селе Лебединовка Аламединского района Киргизской ССР.
Дата смерти не известна.
Награды
- Герой Социалистического Труда
- Орден Ленина
- Медаль «За доблестный труд в Великой Отечественной войне 1941—1945 гг.»
- Медаль «За трудовую доблесть» (28.02.1948)
- Медаль «За трудовое отличие» (18.09.1950)